# Banshee
Banshee（バンシー）は、オープンソースで開発がされているメディアプレイヤーである。

## 概要
主導者たる開発者はアーロン・ブロッコーヴァー (Aaron Bockover) で、ミゲル・デ・イカザ率いるノベルの支援により開発が行われている。MIT Licenseで配布されており、LinuxやmacOSで公開されている。
BansheeにはAmazon MP3 StoreやMusicBrainz、Last.fmといったサイトとの統合機能があり、Banshee上でこれらの音楽ストアから楽曲を購入すると、その購入金額の一部がBansheeへの広告報酬として支払われ、その全額がGNOME財団に寄付されている。
Gstreamerフレームワークを利用してCD、Ogg Vorbis、MP3、FLAC等がサポートされている他、USBマスストレージクラス対応の音楽プレイヤー（Android等）やAppleのiPod、クリエイティブのZEN、T-モバイルのG1のプレーヤーもサポートされている。
加えて、Bansheeは、MonoおよびGTK#をプラットフォームとして利用している。

### プラグイン
本プレーヤーはプラグインを利用することによって機能を拡張することができる。以下に主要なプラグインを挙げる。
- Last.fmサポート
- iPodサポート
- DAAPサポート
- ポッドキャストサポート
- インターネットラジオサポート